# Autonomia funkcjonalna
Autonomia funkcjonalna – zasada głosząca, że nabyte wzorce i motywy zachowań wykazują – w miarę powtarzania się i tworzenia zintegrowanego systemu – skłonność do uniezależniania się od potrzeb i motywów których zaspokajaniu służyły pierwotnie. Twórcą zasady jest Gordon Allport.